# Little Amwell
Little Amwell – wieś w Anglii, w hrabstwie Hertfordshire, w dystrykcie East Hertfordshire. Leży 5 km na wschód od miasta Hertford i 33 km na północ od centrum Londynu. W 1961 roku civil parish liczyła 982 mieszkańców.